# Saxifraga adscendens
Saxifraga adscendens es una especie de planta  perteneciente a la familia Saxifragaceae. 

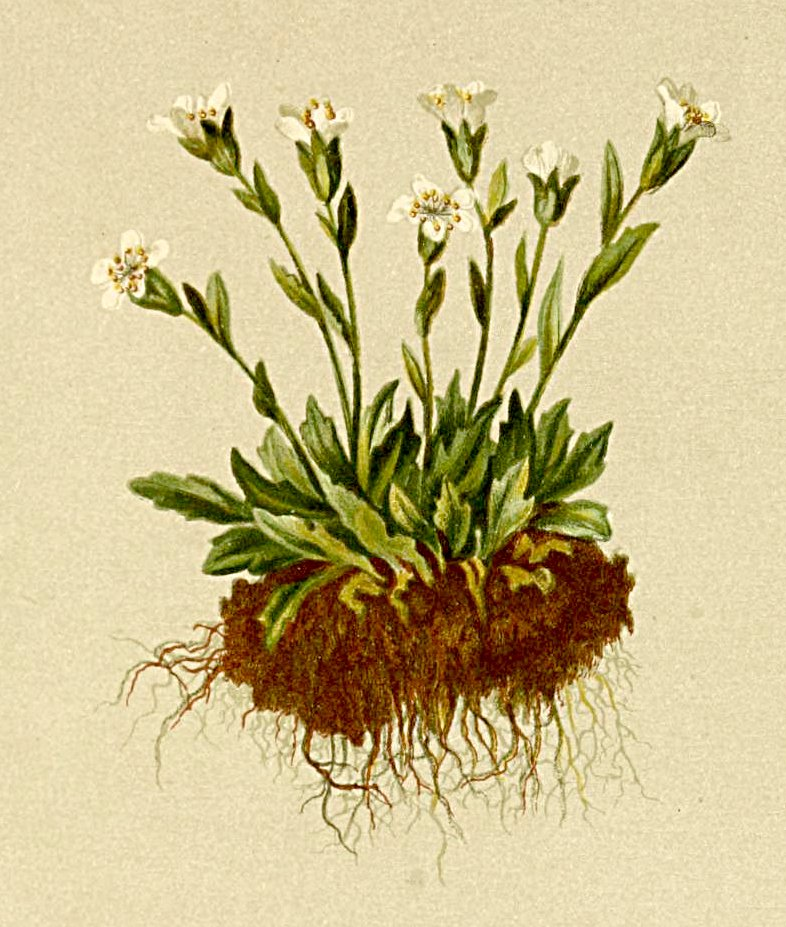
Ilustración

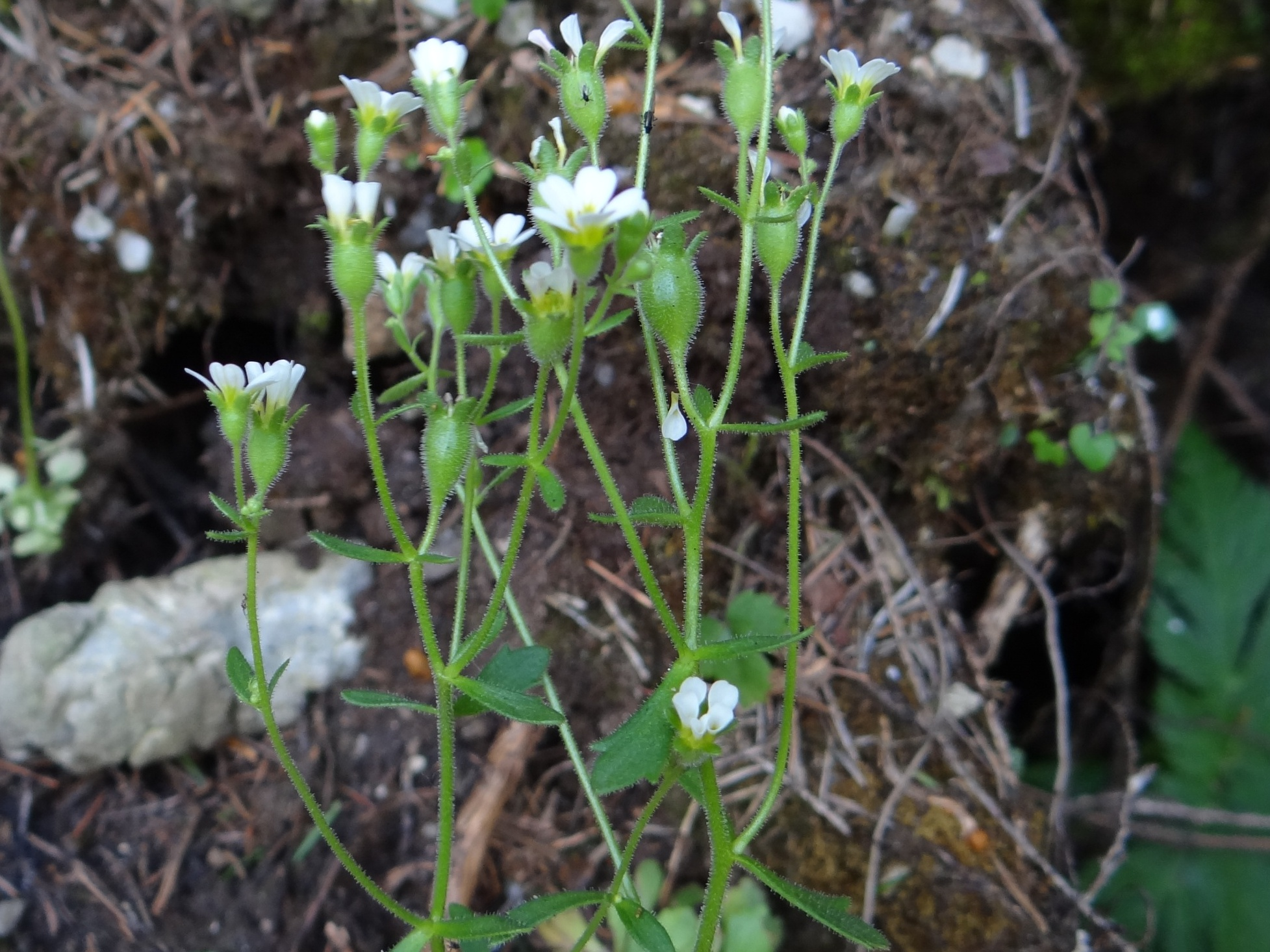
En su hábitat

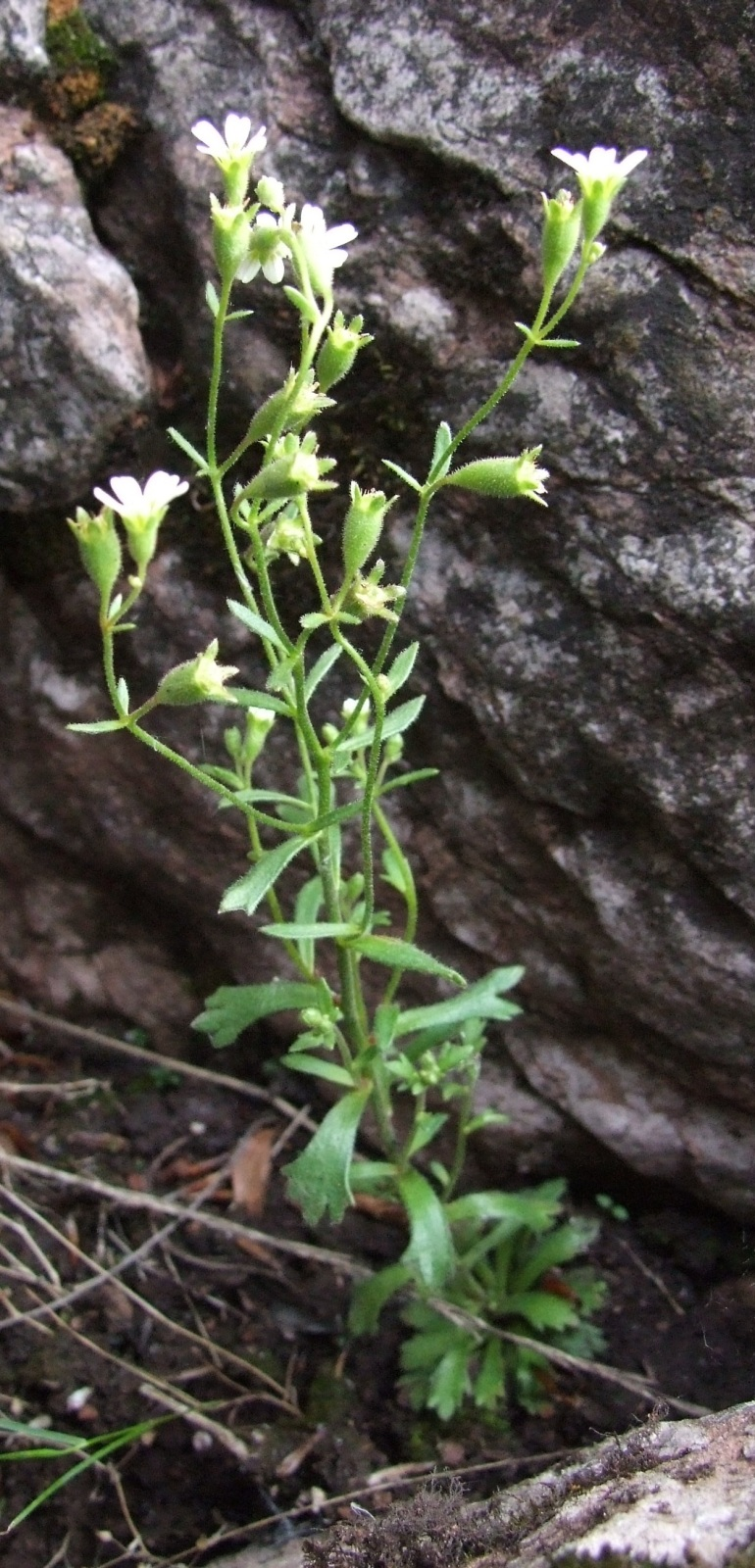
Vista de la planta

## Descripción
Es una planta bienal, a veces se comporta como anual de invierno, solitarias o con pelo insertado, no estolonífero, con caudex. Hojas basales y caulinares, (las basales persistentes, compactas); pecíolo ausente (base cuneiforme); láminas oblanceoladas a obovadas, ligeramente carnosas, con márgenes enteros. Las inflorescencias con 6-15 flores, de 4-25 cm con brácteas sésiles: Los sépalos erectos, (generalmente de color rojizo púrpura), ovadas o triangular a oblongas; pétalos de color blanco, no manchado. Tiene un número de cromosomas de 2 n = 22.

## Distribución y hábitat
Se encuentra en lugares húmedos, a menudo a la sombra en repisas del acantilado, pedregales, taludes, riberas de los ríos de grava, prados alpinos de grava; a una altitud de 1200-4200 m; En Norteamérica y Europa.

## Taxonomía
Saxifraga adscendens fue descrita por Carlos Linneo y publicado en Species Plantarum 1: 405. 1753.
Etimología
Saxifraga: nombre genérico que viene del latín saxum, ("piedra") y frangere, ("romper, quebrar"). Estas plantas se llaman así por su capacidad, según los antiguos, de romper las piedras con sus fuertes raíces. Así lo afirmaba Plinio, por ejemplo.
adscendens: epíteto latino que significa "ascendente". 
Variedades aceptadas
- Saxifraga adscendens subsp. discolor (Velen.) Kuzmanov
- Saxifraga adscendens var. oregonensis (Raf.) Breitung
- Saxifraga adscendens subsp. parnassica (Boiss. & Heldr.) Hayek

Sinonimia
- Muscaria adscendens (L.) Small
- Saxifraga controversa Sternb.
- Saxifraga linnaei Boiss.[3]

Híbridos
- Saxifraga x borderi[4]